# آبشار وایدکی
آبشار وایدکی (به انگلیسی: Vaideki Falls) آبشاری است که در هند واقع شده و ارتفاع کلی ریزشگاه آن ۱۴ متر است.